# Amethyst-Blaustern
Der Amethyst-Blaustern oder Wiesen-Blaustern (Chouardia litardierei (Breistr.) Speta, Syn.: Scilla litardierei (Breistr.) Speta, Scilla pratensis Waldst. et Kit. non Bergeret, Scilla amethystina Vis., Scilla italica Host, Scilla nutans (Alsch) Speta) ist eine Pflanzenart aus der Gattung Chouardia die eng mit den Blausternen (Scilla) verwandt sind. Die Gattung Chouardia besteht aus nur zwei Arten, Chouardia litardierei und Chouardia lakusicii. Chouardia lakusicsii ist verbreitet in Dalmatien und den Dinarischen Alpen.

## Merkmale

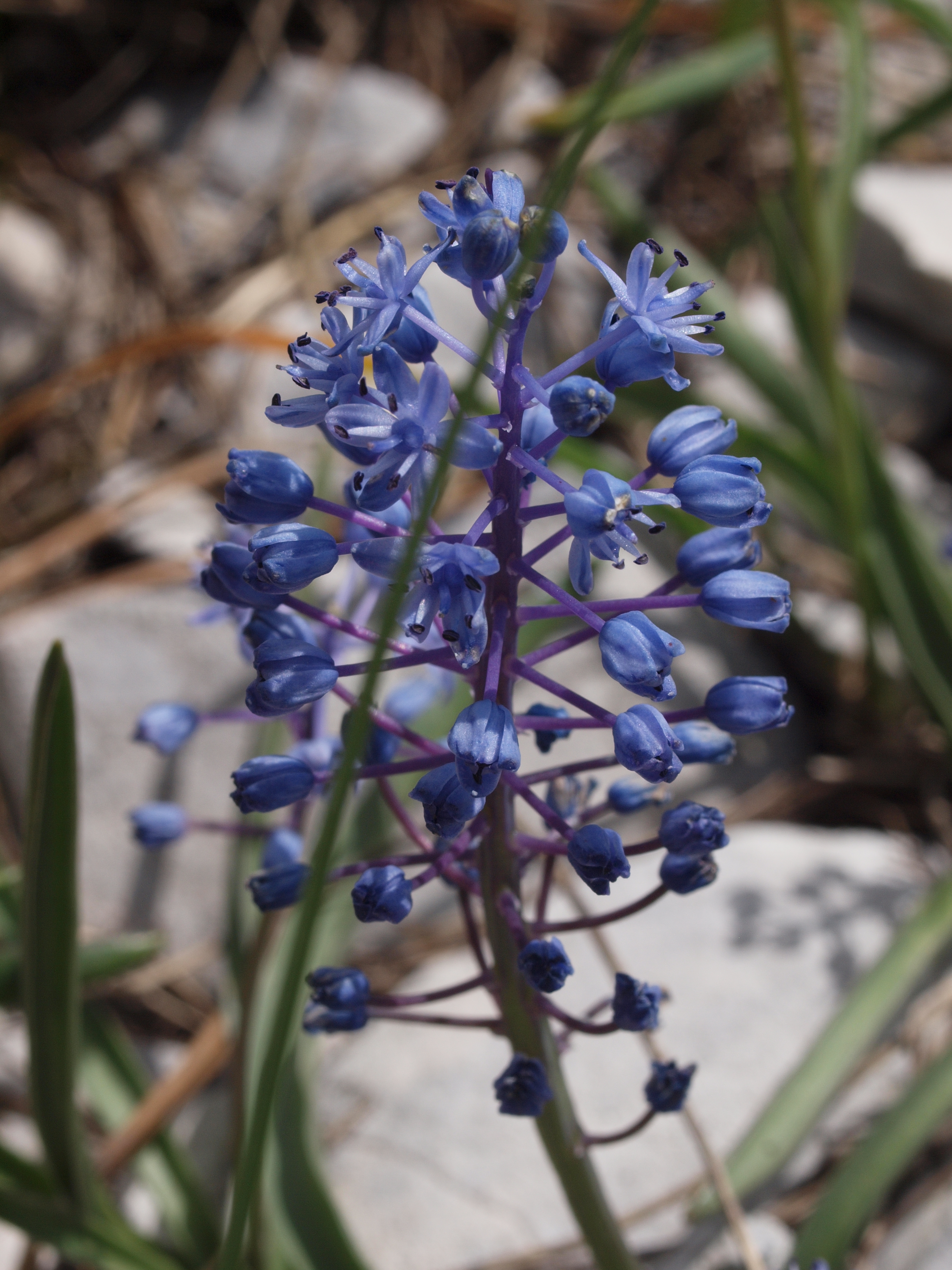
Chouardia lakusicii aus dem Orjen

Der Amethyst-Blaustern ist eine ausdauernde, krautige Pflanze, die Wuchshöhen von 10 bis 45 Zentimeter erreicht. Dieser Geophyt bildet Zwiebeln als Überdauerungsorgane aus. Laubblätter sind in der Regel von März bis Mai vorhanden, manchmal auch schon ab Februar bzw. bis September. Die Blätter sind 15 bis 40 Zentimeter lang und 0,3 bis 1,5 Zentimeter breit, rinnig, kahl und besitzen eine Kapuzenspitze. Jeweils 15 bis 70 Blüten bilden zusammen einen dichten, kugeligen, traubigen Blütenstand. Die Blütenstiele und die Blütenstandsachse sind blauviolett. Die unteren Deckblätter sind weniger als einen Millimeter lang. Die zwittrigen Blüten sind dreizählig. Die Blütenhüllblätter sind 4 bis 5 Millimeter lang und 1,3 bis 1,8 Millimeter breit, blauviolett gefärbt und sternförmig ausgebreitet. Die Staubbeutel sind schwarzviolett.
Die Blütezeit liegt in der Regel im Mai, zum Teil beginnt sie schon im April oder dauert bis in den Juni.
Die Chromosomenzahl beträgt 2n = 26.

## Vorkommen
Das Verbreitungsgebiet des Amethyst-Blausterns reicht von Slowenien und Kroatien bis zum westlichen Serbien, Montenegro und Nord-Albanien. Hier ist die Art in feuchten Pfeifengras-Wiesen und felsigen Bergweiden bis in Höhenlagen von 2000 Metern zu finden.
Der Locus classicus ist die Lika bei Korenica in Kroatien. Der nordwestlichste Lebensraum der Pflanze ist das Karstbecken Planinsko polje in Slowenien.

## Nutzung
Diese Art wird selten als Zierpflanze für sonnige Rabatten mit Kleinstauden und für lichte Gehölzränder genutzt.

## Etymologie
Der wissenschaftliche Artname („Epitheton“) litardierii ist dem französischen Botaniker und Erforscher der korsischen Flora René Verriet de Litardière (1888–1957) gewidmet.